# Aleksandr Awdiejenko
Aleksandr Ostapowicz Awdiejenko (ros. Алекса́ндр Оста́пович Авде́енко; ur. 8 sierpnia?/21 sierpnia 1908 w Makiejewce, zm. 16 czerwca 1996 w Moskwie) – radziecki pisarz. 
W latach 1942–1945 był korespondentem wojennym gazety „Za Ojczyznę” 131 Dywizji, następnie gazety „Syn Ojczyzny” 13 Armii. W 1944 ukazała się jego powieść Wielka rodzina. Najbardziej znany z powieści Kocham (Я люблю), wydanej w Polsce w 1934 roku w tłumaczeniu Haliny Pilichowskiej.
Pochowany na Cmentarzu Pieriediełkińskim w Moskwie.

## Odznaczenia
- Order Czerwonej Gwiazdy (1 czerwca 1944)
- Order „Znak Honoru” (1969)
- Order Czerwonego Sztandaru Pracy (dwukrotnie 1969, 1978)
- Order Wojny Ojczyźnianej I klasy (25 maja 1945)
- Medal „Za obronę Moskwy” (1944)[4]
- Medal „Za wyzwolenie Pragi” (1945)[5]